# Lake Monticello (Virginia)
Lake Monticello es un lugar designado por el censo en el condado de Fluvanna, Virginia  (Estados Unidos). Según el censo de 2010 tenía una población de 9.920 habitantes.

## Demografía
Según el censo del 2000, Lake Monticello tenía 6.852 habitantes, 2.754 viviendas, y 2.194 familias. La densidad de población era de 301,7 habitantes por km².
De las 2.754 viviendas en un 32,1%  vivían niños de menos de 18 años, en un 70,8%  vivían parejas casadas, en un 6,7% mujeres solteras, y en un 20,3% no eran unidades familiares. En el 15,8% de las viviendas  vivían personas solas el 5,7% de las cuales correspondía a personas de 65 años o más que vivían solas. El número medio de personas viviendo en cada vivienda era de 2,49 y el número medio de personas que vivían en cada familia era de 2,77.
Por edades la población se repartía de la siguiente manera: un 23,6% tenía menos de 18 años, un 3,7% entre 18 y 24, un 31% entre 25 y 44, un 23,4% de 45 a 60 y un 18,3% 65 años o más.
La edad media era de 39 años.  Por cada 100 mujeres de 18 o más años  había 89,3 hombres.
La renta media por vivienda era de 55.556$ y la renta media por familia de 63.641$. Los hombres tenían una renta media de 43.319$ mientras que las mujeres 30.332$. La renta per cápita de la población era de 25.226$. En torno al 1,2% de las familias y el 1,8% de la población estaban por debajo del umbral de pobreza.

## Localidades adyacentes
El siguiente diagrama muestra a las localidades más próximas a Lake Monticello.